# 보빈

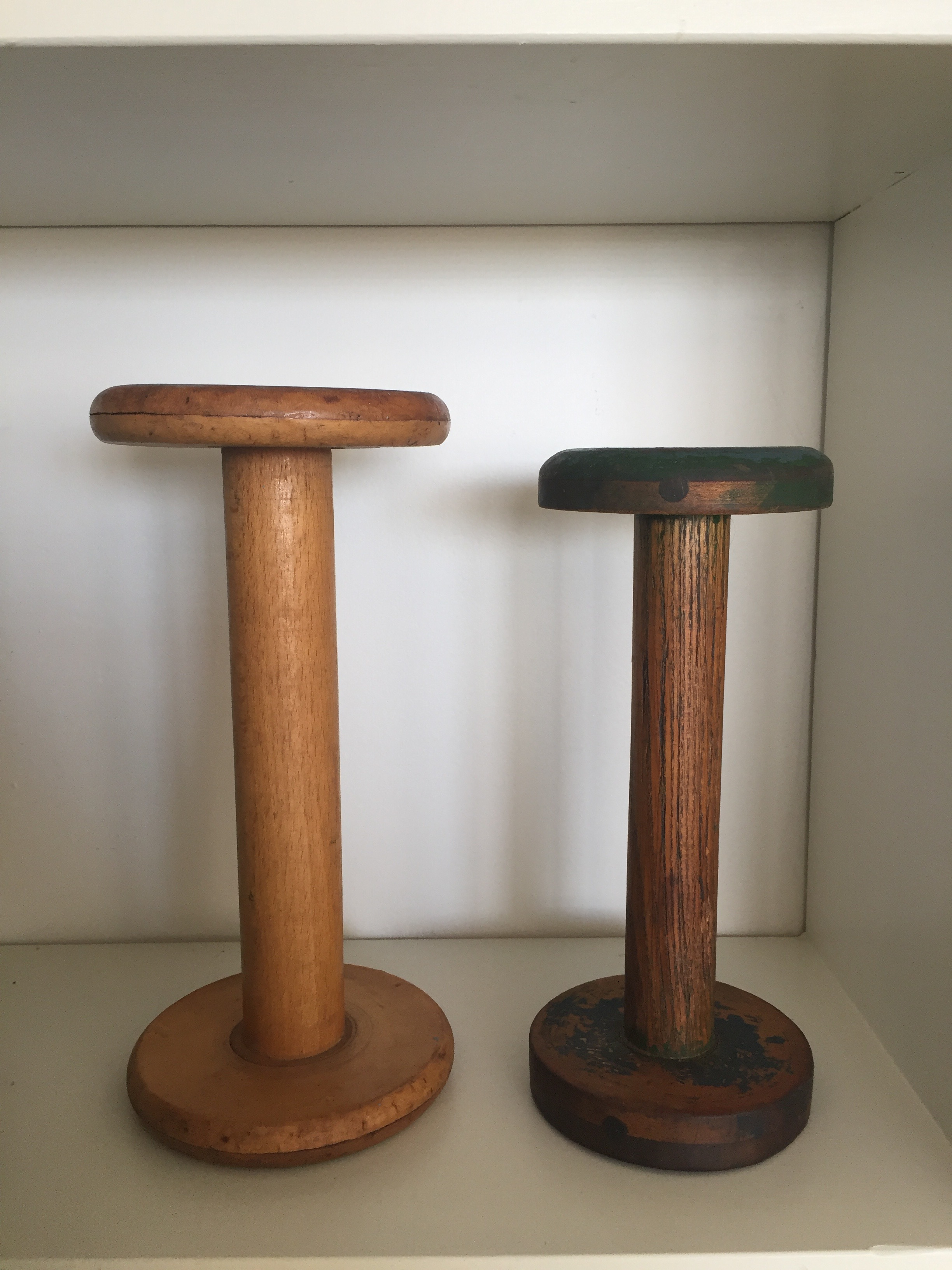
원통형 빈티지 나무 보빈, 실이 감기지 않은 상태, 높이 16인치, 지름 9인치.

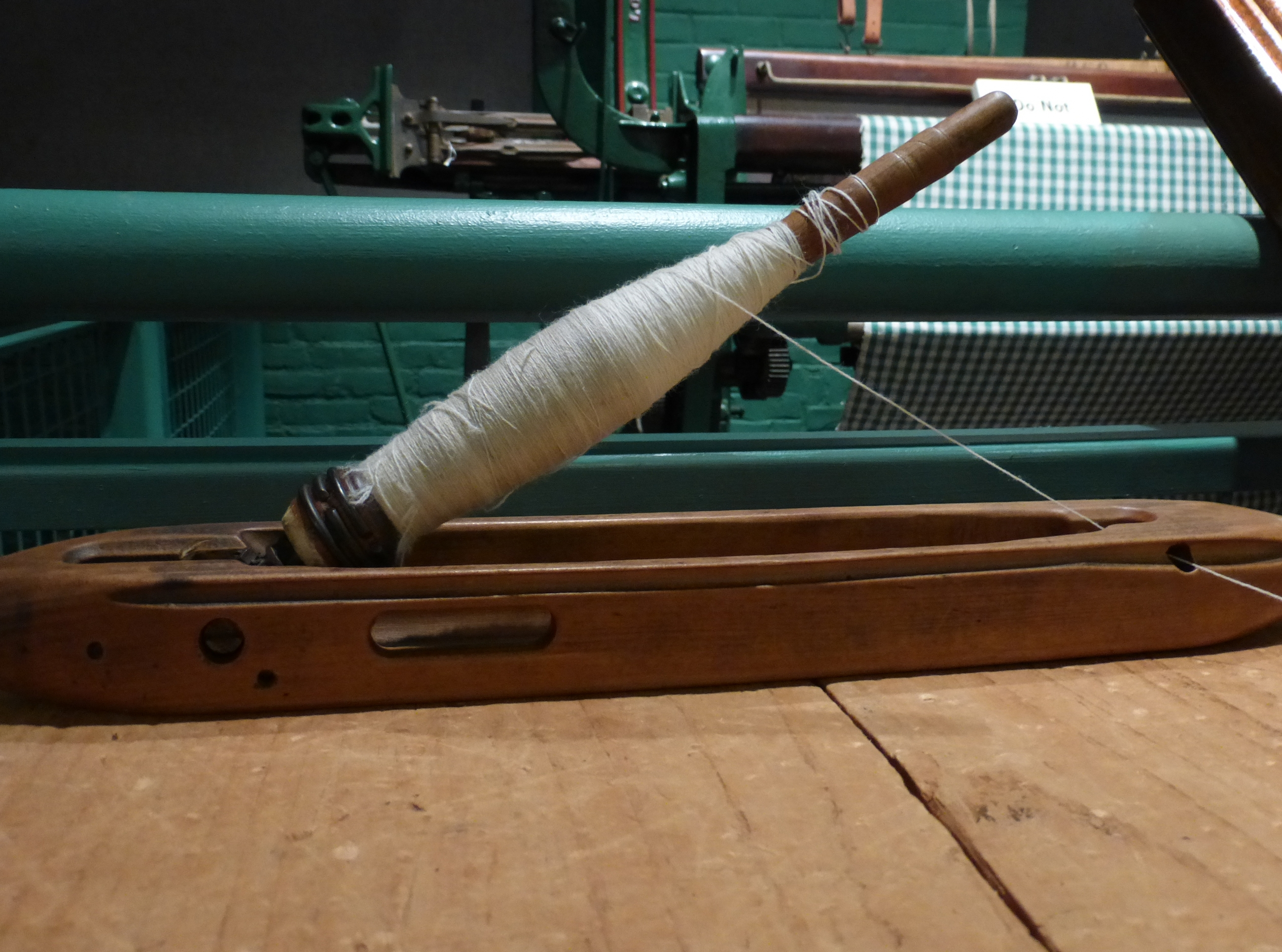
원사로 감겨 마루 직기에서 사용할 수 있도록 "셔틀"에 부착된 플랜지 없는 빈티지 나무 보빈.

보빈(bobbin) 또는 스풀(spool)은 플랜지가 있거나 없는 스핀들이나 원통으로, 실, 실가닥, 철사, 리본, 롤 필름 등이 감겨 있다. 보빈은 일반적으로 산업용 직물 기계뿐만 아니라 재봉틀, 낚시 릴, 줄자, 필름 롤, 콤팩트 카세트, 일렉트로닉스 및 전기 장비 내에서, 그리고 다양한 기타 응용 분야에서 발견된다.

## 산업용 직물
보빈은 방적, 직조, 뜨개질, 바느질, 레이스 (수예) 제작에 사용된다. 이러한 작업에서 보빈은 "기계적으로 천으로 짜여질 실과 원사의 더미를 관리하기 위해" 발명되었다. 이는 원래 인력으로 감겨졌지만, 결국 기계화되었다. 이러한 응용 분야에서 보빈은 실 또는 실가닥의 임시 및 영구적인 보관을 제공한다. 역사적으로 보빈은 목재 또는 뼈와 같은 천연 재료로 만들어졌다. 원칙적으로 빅토리아 시대의 발명품은 아니지만 (섬유 생산에서의 보빈은 그 이전부터 사용되었다), 그 시대에 도입된 기계는 "섬유 제조를 혁신하는 데 도움이 되었다"는 점에서 "그[빅토리아 시대]의 가장 위대한 발명품 중 일부"였다. 이러한 제조에 사용되는 기계에서,
자동 직조 기계는 수백 개의 스핀들이 동시에 작동하며, 각 스핀들에는 실을 풀거나 모으는 보빈이 달렸다. 대부분의 공장에서는 기계에 맞게 특별히 제작된 나무 보빈을 사용했는데, 이는 다양한 모양과 크기의 스풀을 설명한다.
 현대에 들어서는 나무와 같은 전통적인 보빈 재료는 더 이상 섬유 제조에 사용되지 않으며, 대신 금속과 플라스틱으로 대체되었다. 예를 들어 물푸레나무나 자작나무와 같은 경재로 만들어진 전통적인 보빈은 관련된 고속 및 직조에 사용되는 합성 재료를 고려할 때 현대 제조 기계에 적합하지 않다. 또한 보빈은 각 공장의 특정 기계에 맞게 제작된 비교적 맞춤형 부품이었기 때문에 (따라서 다양한 디자인과 독특한 나무 모양, 마모가 심한 곳에 금속 부품을 사용하여), 제작을 계속하는 비용이 현대 섬유 사업에 불리할 정도로 "많은 손 작업"이 필요했다.
관련 기계가 퇴역한 이후, 이러한 보빈과 관련 부품은 다양한 유형과 "[각...]]에 고유한 특성을 부여하는 자체 '전투 흉터'가 있다"는 사실 때문에 수예 생산에 사용되는 품목이 되었다.

## 바느질 및 레이스 제작

### 바느질
18세기와 19세기에 발명 및 개발된 두겹 바느질 재봉틀은 바늘을 통과하는 실 하나와 보빈에서 나오는 실 하나, 두 개의 실로 바늘땀을 형성한다. 각 실은 재봉될 재료의 같은 면에 머물러 있으며, 기계의 움직임 덕분에 각 바늘 구멍에서 다른 실과 교차한다. 보빈 실의 장력은 보빈 케이스, 즉 판스프링이 달린 금속 함으로 유지되며, 이는 실을 팽팽하게 유지한다. 상실이 보빈 주위를 완전히 지나가 보빈 실을 고리형태로 만들 수 있도록 보빈 케이스는 자유롭게 떠 있어야 한다.
보빈은 사용하려는 기계의 보빈 구동 장치 스타일에 따라 모양과 크기가 다르다. 초기 횡방향 셔틀 및 진동 셔틀 기계에는 길고 좁은 보빈이 사용된다. 이러한 초기 움직임은 회전 후크와 셔틀 후크의 발명으로 구식이 되었으며, 이들은 공기 저항이 적어 더 빠르고 조용하게 작동한다. 이러한 짧고 넓은 보빈은 현대 재봉사들에게 친숙한데, 회전/셔틀 후크는 본질적으로 변경되지 않고 현대 기계에서도 계속 사용되기 때문이다.

### 레이스 제작
보빈 레이스는 종종 선반에서 깎은 나무(또는 그 이전에는 뼈)로 만든 임시 보관 스핀들에 실을 감아야 한다. 많은 레이스 디자인은 한 번에 수십 개의 보빈을 필요로 한다.
전통적인 보빈과 현대적인 보빈 모두 디자인, 비문, 주석 또는 철사 상감으로 장식될 수 있다. 종종 보빈은 실을 팽팽하게 유지하기 위해 추가적인 무게를 주기 위해 '반짝이'로 장식된다. 베이스 근처에 구멍을 뚫어 유리 구슬과 기타 장식품을 철사 고리로 부착할 수 있다. 이러한 스팽글은 수예 도구의 장식에 자기 표현의 수단을 제공한다.
때때로 반짝이로 장식된 골동품 및 독특한 보빈은 골동품 수집가들에게 높은 인기를 얻고 있다.

## 전기
전기 응용 분야에서 변압기, 유도자, 솔레노이드, 전자계전기 코일은 보빈을 사용하여 모양과 강성을 유지하고 자기 철심에 권선을 쉽게 조립할 수 있도록 코일의 영구 컨테이너로 사용한다. (이러한 코일에 전류가 흐르면 이러한 장치에 필요한 유도된 전류와 자기가 생성된다.)
이러한 응용 분야의 보빈은 열가소성 플라스틱 또는 열경화성 플라스틱 (예: 페놀류) 재료로 만들어질 수 있다. 이 플라스틱은 안전상의 이유로 종종 TÜV, UL 또는 기타 규제 기관의 가연성 등급을 받아야 한다.

## 가구
보빈 가구 (스풀 가구라고도 함)는 선반으로 다리를 깎은 테이블 또는 의자 스타일이다.

## 기타 응용 분야
보빈은 플라이 낚시를 위한 바늘 묶기와 엉킴 없는 깔끔한 보관에도 사용된다.

## 같이 보기
- 스토트 파크 보빈 밀
- 축